# Biedowo
Biedowo (niem. Neu Maraunen, 1928–1945 Maraunen) – wieś w Polsce, położona w województwie warmińsko-mazurskim, w powiecie olsztyńskim, w gminie Barczewo.
| SIMC    | Nazwa         | Rodzaj                      |
| ------- | ------------- | --------------------------- |
| 0438423 | Dąbrówka Mała | część wsi (wieś od 2023 r.) |

W latach 1975–1998 wieś administracyjnie należała do województwa olsztyńskiego.